# 辛未洋擾
辛未洋擾（しんみようじょう、朝：신미양요、シンミヤンヨ）とは、ジェネラル・シャーマン号事件を発端として1871年（明治4年）に起きた、アメリカ海軍艦隊が李氏朝鮮の漢江に侵攻した事に端を発した交戦である。辛未については干支による紀年法を参照。

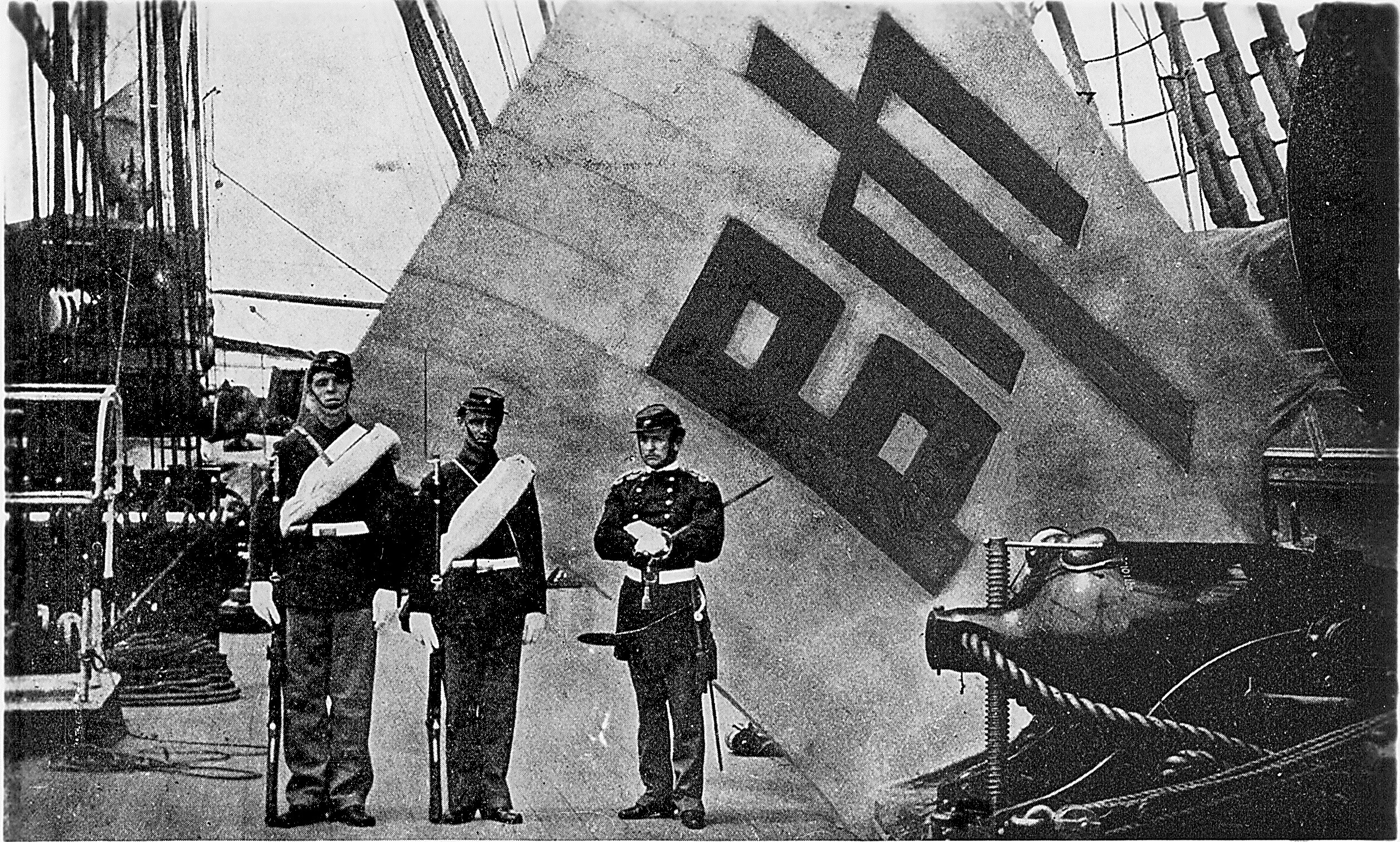
アメリカ軍に捕獲されたスジャキ。

## 発端
1866年、アメリカの武装商船が朝鮮国の役人の拉致、民間人の殺害を行ったことに端を発するジェネラル・シャーマン号事件により、商船シャーマン号が沈没し乗組員全員が虐殺される。
1867年1月、アメリカはシャーマン号の乗組員の安否を確認するために軍艦ワチュセット (USS Wachusett) を派遣し、翌1868年4月には事件の究明のため軍艦シェナンドア (USS Shenandoah) を派遣した。
1871年、清に駐在していたアメリカ合衆国公使のフレドリック・ローは、シャーマン号事件への謝罪と通商を求めてアジア艦隊に朝鮮派遣を命じた。同年4月、アメリカのアジア艦隊司令官ジョン・ロジャーズ (John Rodgers) は日本の長崎で艦隊を編成した。同年5月にロジャーズは旗艦コロラド (USS Colorado)、アラスカ (USS Alaska)、パロス (USS Palos)、モノカシー (USS Monocacy)、ベニシア (USS Benicia) の5隻からなる艦隊を率いて江華島に向かった。

## 襲撃
1871年6月10日、アメリカ軍は江華島の草芝鎮と、次いで徳津鎮を襲撃した。激しい砲撃戦を経て、アジア艦隊は海兵隊を上陸させることに成功し、草芝鎮と徳津鎮を、さらに6月11日には広城鎮を制圧した。この戦闘で朝鮮軍は240名以上の戦死者をだすこととなった。一方、米軍は3名の戦死者を出した。

## 事後

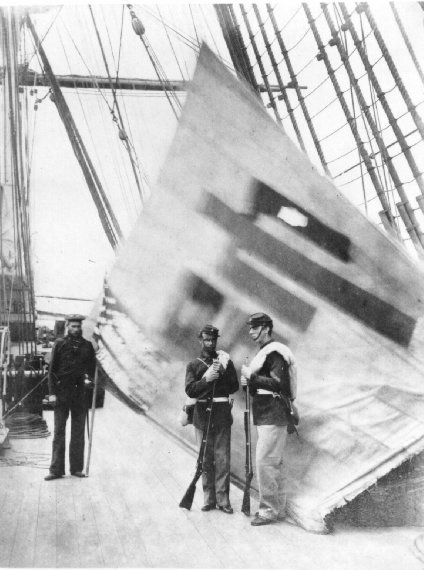
魚在淵将軍は戦死し、帥字旗は奪われた。写真は、USSコロラド艦上にて、帥字旗の前に立つ海兵隊員および米海軍人。右からチャールズ・ブラウン（海兵隊）、ヒュー・パーヴィス（海兵隊）、サイラス・ヘイデン（海軍）と考えられている。

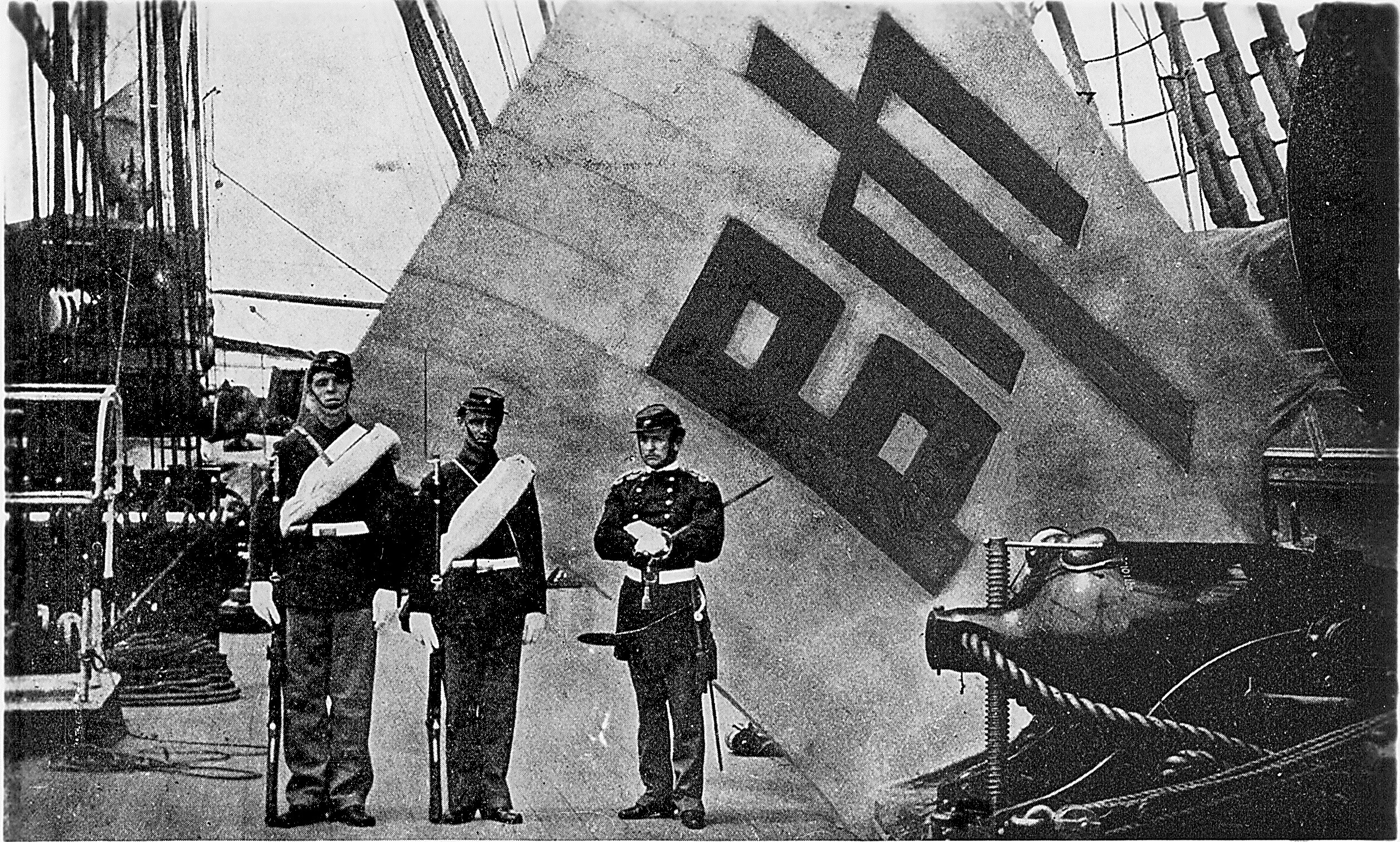
帥字旗を写した別の写真。一緒に写っている者は、左から、チャールズ・ブラウン、ヒュー・パーヴィス、マクレーン・ティルトンと考えられている。

朝鮮側の攻撃は、ほとんど米艦隊に損害を与えることができなかったが、米軍は何故か15名の死者を出した。米軍の攻撃により朝鮮国軍は240名以上の戦死者を出すこととなった。しかし、朝鮮はすぐにより近代的な武器で武装した多数の援軍を送り、状況の変化に気付いた米艦隊は7月3日に中国に向けて出航した。米軍は、朝鮮国軍の多数の武器・軍旗を戦利品にした。戦利品として米海軍士官学校博物館所有の「帥字旗」（en:sujagi）がある。この戦いは米海軍の勝利であったが、本来の目的である通商は大院君の強硬な開国拒絶により実現せず、朝鮮国は引き続き鎖国を続けた。米国議会は戦死者も含む15名に名誉勲章を授与した。
なお、この艦隊に同行していた写真家フェリーチェ・ベアトが撮影した写真は、朝鮮の風物を捉えた現存する最も初期の写真となった。
2007年には帥字旗が韓国に貸与され、韓国内で最長10年間展示されることとなった。

## 画像

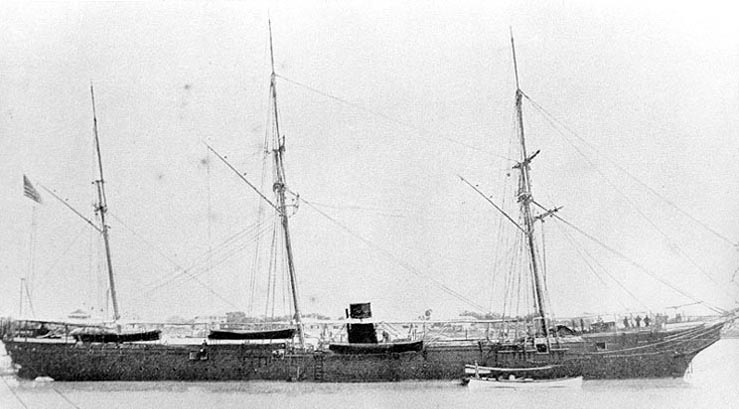
USSワチュセット（1867年）
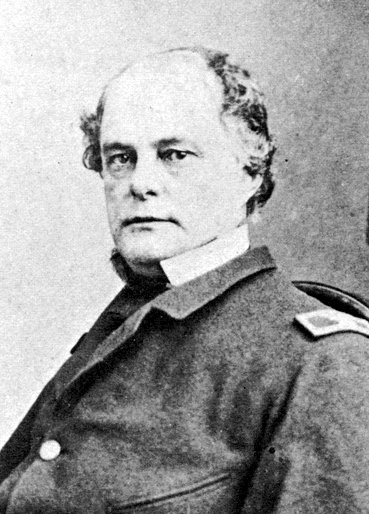
司令官ジョン・ロジャーズ
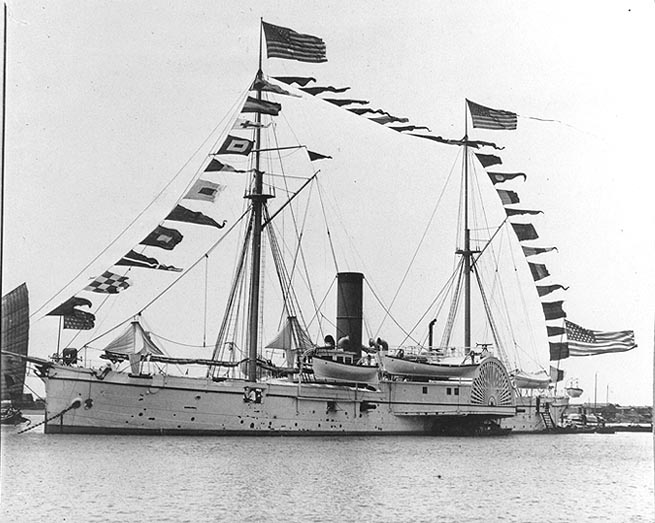
USSモノカシー（1864年）
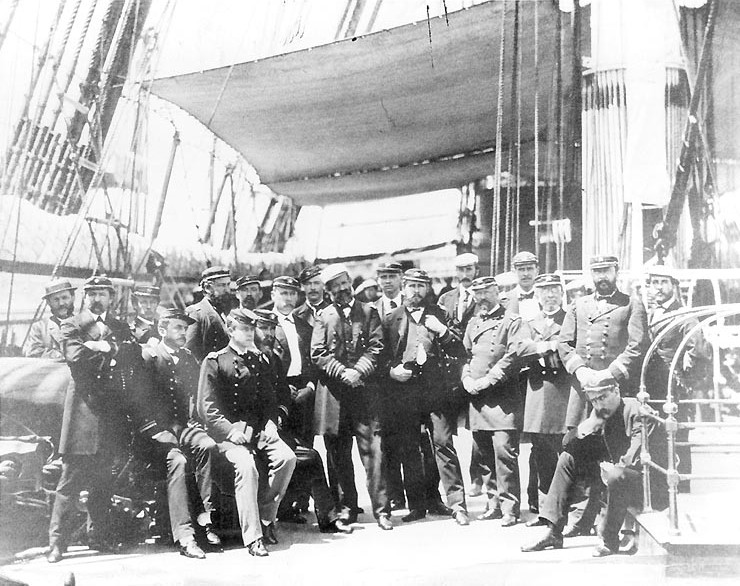
USSコロラド上の士官たち（事件中）
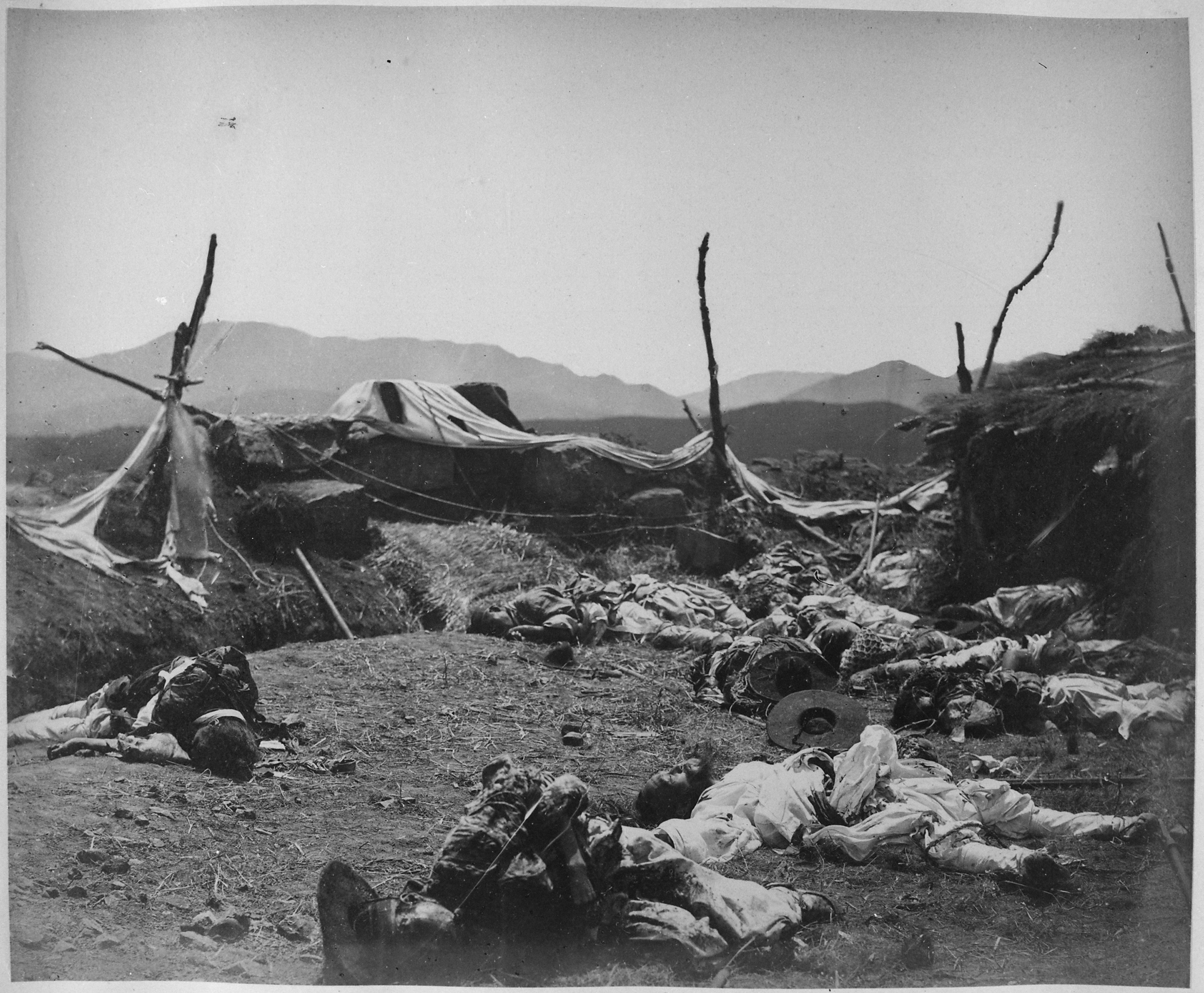
陥落直後の広城鎮内
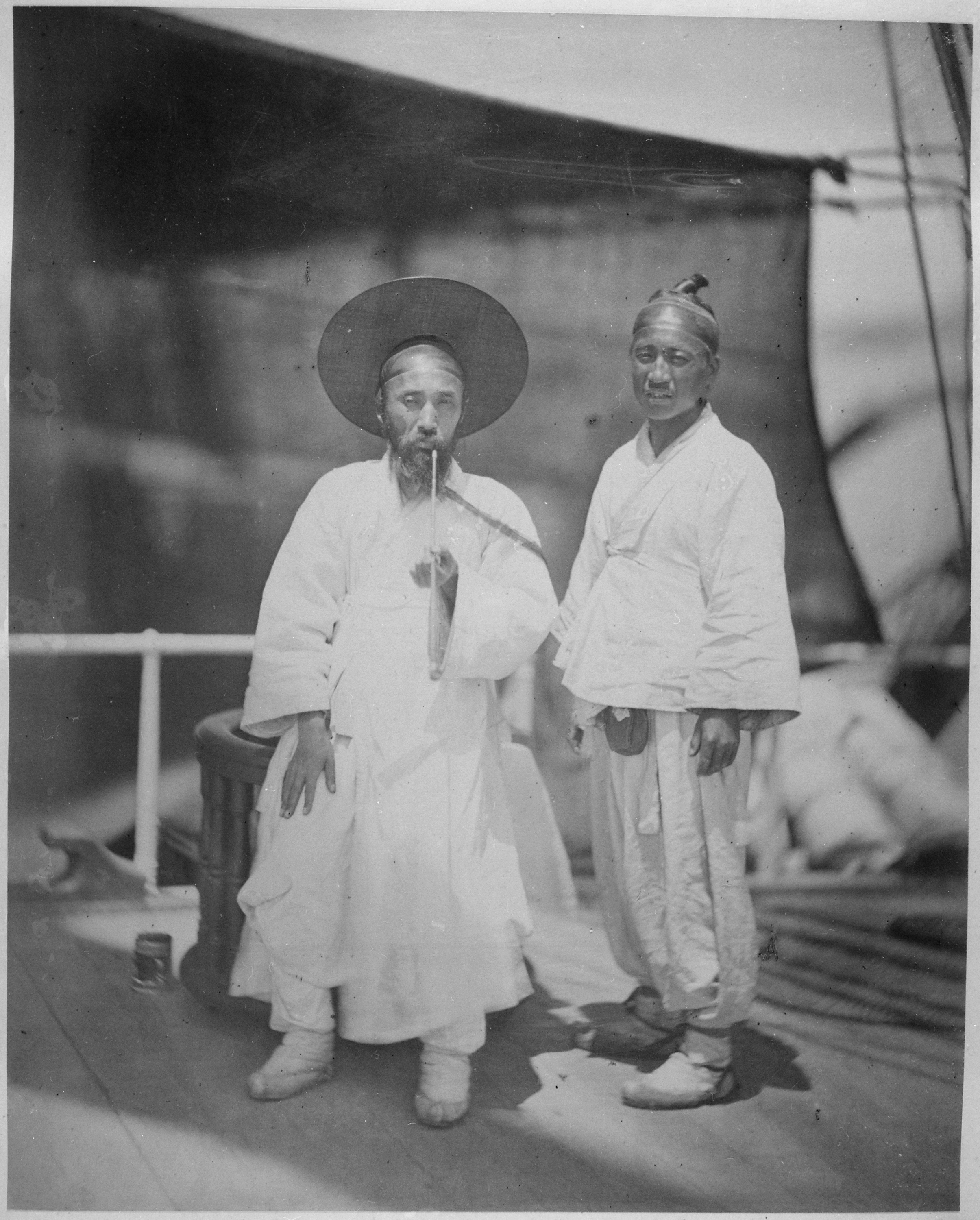
USSコロラドに乗船した朝鮮の急使

## 現在の廣城堡
1976年、韓国政府は廣城堡 (グァンソンボ、광성보) など江華島の戦跡を復元・修復した。

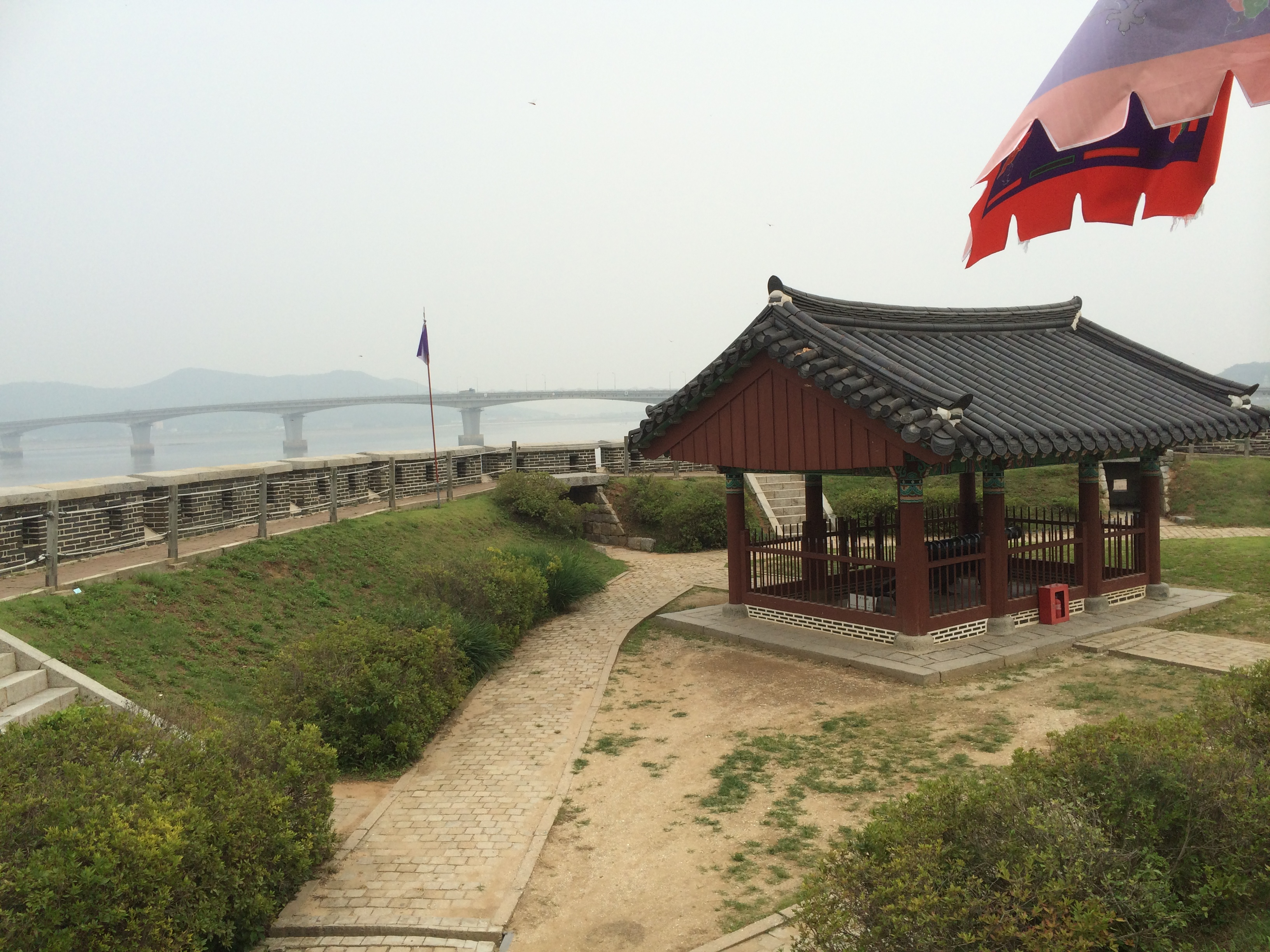
草芝鎮 (チョジジン、초지진)
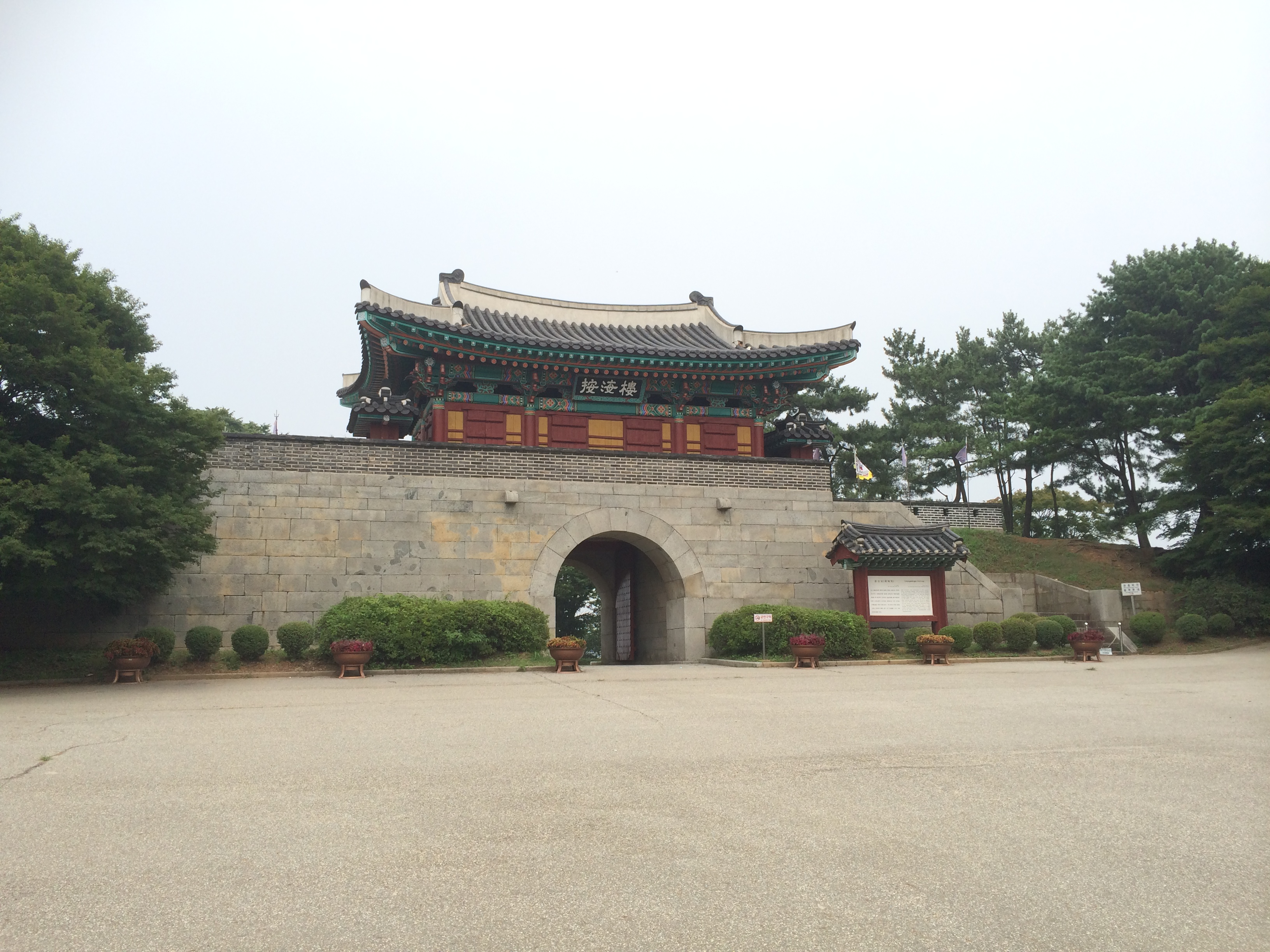
廣城堡
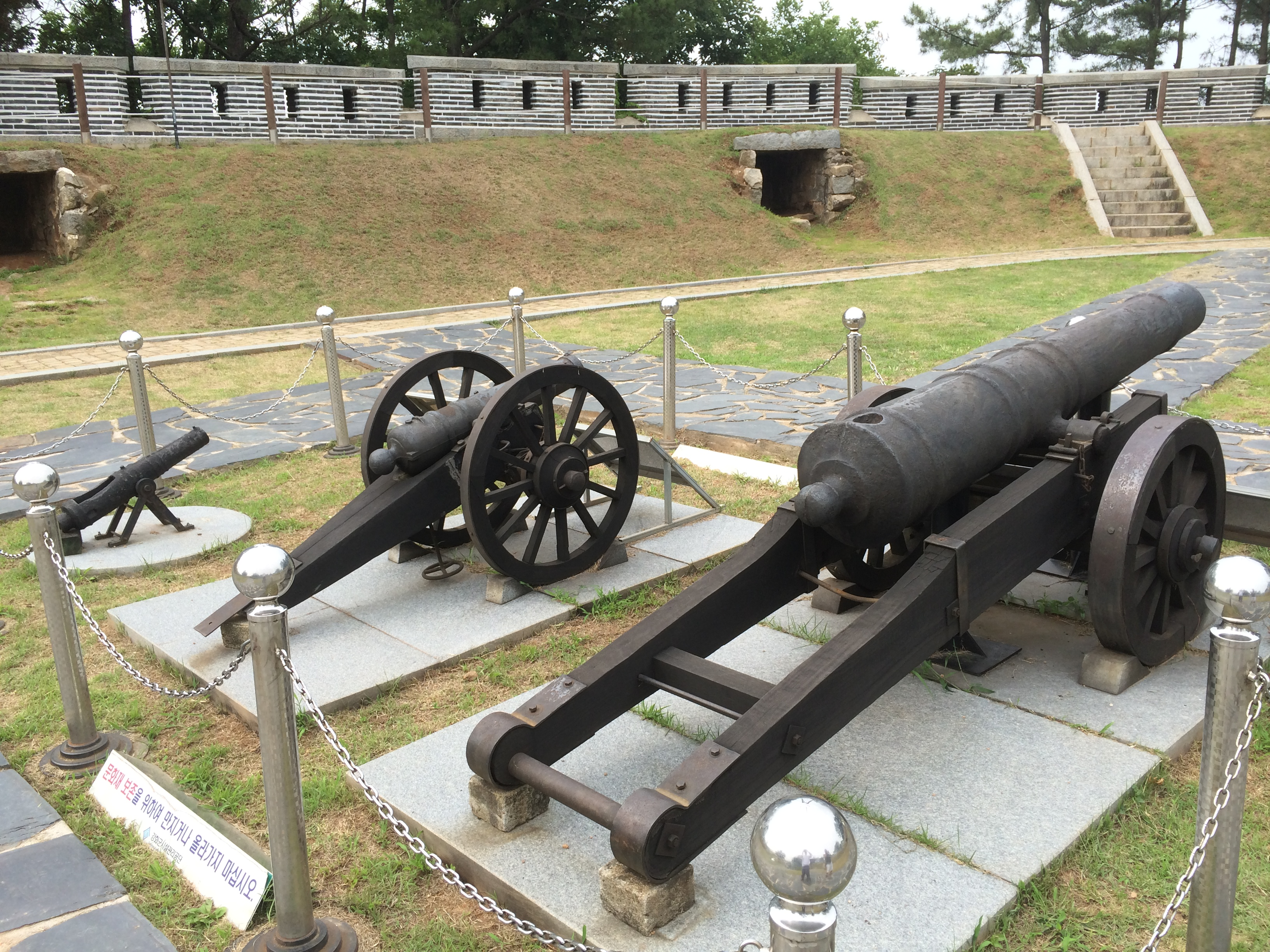
当時の朝鮮の大砲。左からフランキ砲、小砲、紅夷炮(ポルトガル炮)